# Liste der Kulturdenkmäler in Sant Feliu de Buixalleu
Die Liste der Kulturdenkmäler in Sant Feliu de Buixalleu führt alle im Inventari del Patrimoni Arquitectònic Català aufgeführten Kulturdenkmäler in Sant Feliu de Buixalleu auf. Die mit BCIN gekennzeichneten Einträge sind als Bé Cultural d’Interès Nacional geschützt.
| Bild                   | Bezeichnung                                 | Lage | Beschreibung | Bauzeit                              | Eingetragen seit | Denkmal- nummer       |
| ---------------------- | ------------------------------------------- | --- | --- | ------------------------------------ | ---------------- | --------------------- |
| Torre de la Mora       | Torre de la Mora                            | Ctra. Hostalric – St. Celoni, auf dem Weg nach Gaserans auf einem Hügel rechts Karte                                       | Überreste des Wachturms Torre de la Mora | Jahrhundert VII–X                    |                  | BCIN 1453-MH IPAC, PM |
| weitere Bilder         | La Torre de Grions                          | Neben der Kirche von Grions Karte                                                                                          | La Torre de Grions ist ein Turm auf fast quadratischem Grundriss. Es handelt sich um den Rest einer mittelalterlichen Befestigungsanlage und ist heute Teil eines Bauernhofs. | Jahrhundert XIII                     |                  | BCIN 1454-MH IPAC, PM |
| weitere Bilder         | Església de Sant Feliu de Buixalleu         | Pl. Catalunya Karte | Die Església de Sant Feliu de Buixalleu ist die Kirche des Ortes im Stil der Romanik und der Gotik.                                                                           | Jahrhundert XI, XVI, XX              |                  | IPAC, PM              |
| weitere Bilder         | Sant Segimon del Bosc                       | An der rechten Seite der ctra. Hostalric–Arbúcies Karte                                                                    | Sant Segimon del Bosc ist eine kleine Kirche | Jahrhundert X, XVI, XX               |                  | IPAC, PM              |
| weitere Bilder         | Can Buixalleu                               | Linke Abzweigung an der Straße nach Sant Feliu de Buixalleu Karte                                                          | Can Buixalleu ist ein Bauernhaus in traditioneller Architektur mit gotischen Stilelementen.                                                                                   | Jahrhundert IX, XVI, XX              |                  | IPAC, PM              |
| weitere Bilder         | Can Vilar                                   | Ctra. Hostalric–Arbúcies, in einer Rechtskurve Karte                                                                       | Can Vilar ist ein Bauernhaus in traditioneller Architektur | Jahrhundert XVI, XX                  |                  | IPAC, PM              |
| BW                     | Can Garduix                                 | Crtra. Arbúcies, auf Höhe der Brücke Karte                                                                                 | Can Garduix ist ein Bauernhaus in traditioneller Architektur | Jahrhundert XIX                      |                  | IPAC, PM              |
| weitere Bilder         | Ca n’Horta                                  | Ctra. Hostalric–Arbúcies Karte                                                                                             | Ca n’Horta ist ein großer Bauernhof in traditioneller Architektur | Jahrhundert X, XII, XVII, XIX, XX    |                  | IPAC, PM              |
| BW                     | Can Roquet                                  | Camí de Sant Feliu in Sant Segimon Karte                                                                                   | Can Roquet ist ein Bauernhaus in traditioneller Architektur | Jahrhundert XII                      |                  | IPAC, PM              |
| BW                     | Can Fontseca                                | Ctra. a l’ermita de Santa Bàrbara Karte                                                                                    | Can Fontseca ist ein Bauernhaus in traditioneller Architektur | Jahrhundert XIX                      |                  | IPAC, PM              |
| weitere Bilder         | Sant Llorenç de Gaserans                    | Ctra. Hostalric – Sant Celoni Karte                                                                                        | Die Kirche Sant Llorenç de Gaserans ist im Stil des Barock und der Romanik erbaut.                                                                                            | Jahrhundert XI, XIX                  |                  | IPAC, PM              |
| BW                     | Can Rectoria                                | Am Ortseingang von Gaserans, vorbei an Cal Ferrer Lluís, auf einem kleinen Hügel Karte                                     | Can Rectoria, Traditionelle Architektur | Jahrhundert XVI                      |                  | IPAC, PM              |
| BW                     | Can Palomer                                 | An einem linken Abzweig der camí Grions–Hostalric Karte                                                                    | Can Palomer, oder Can Palomer, Traditionelle Architektur | Jahrhundert XV, XIX                  |                  | IPAC, PM              |
| BW                     | Can Draper                                  | Ctra. de Gaserans–Hostalric, an einer Abzweigung vor Can Plademunt Karte                                                   | Can Draper, oder Can Gasull, Traditionelle Architektur | Jahrhundert XV                       |                  | IPAC, PM              |
| BW                     | Can Bres                                    | Ctra. de Gaserans–Hostalric, Abzweigung vor Can Capità Karte                                                               | Can Bres, Traditionelle Architektur | Jahrhundert XVIII                    |                  | IPAC, PM              |
| BW                     | Can Vinyoles                                | Serra de Can Rumbo, ctra. a Sant Feliu, Richtung Rathaus Karte                                                             | Can Vinyoles, Traditionelle Architektur | Jahrhundert XVII                     |                  | IPAC, PM              |
| BW                     | Can Xacó                                    | Ctra. Gaserans–Hostalric, hinter der Abzweigung nach Can Rumbo Karte                                                       | Can Xacó, Traditionelle Architektur | Jahrhundert XVIII, XI                |                  | IPAC, PM              |
| BW                     | Can Rumbo                                   | Ctra. Gaserans–Hostalric, ganz in der Nähe von Cal Capità Karte                                                            | Can Rumbo, oder Can Palet de Baix, Traditionelle Architektur | Jahrhundert XIV                      |                  | IPAC, PM              |
| BW                     | Can Miquel                                  | Ctra. Gaserans–Viabrea, ganz in der Nähe von Ca l’Alomar Karte                                                             | Can Miquel, Traditionelle Architektur | Jahrhundert XIX                      |                  | IPAC, PM              |
| BW                     | Can Capità                                  | Serra de Can Rumbo, ctra. Gaserans–Hostalric Karte                                                                         | Can Capità, Traditionelle Architektur | Jahrhundert XVI                      |                  | IPAC, PM              |
| BW                     | Can Pladamunt                               | Ctra. de Gaserans–Hostalric, in einer Rechtskurve Karte                                                                    | Can Pladamunt, Traditionelle Architektur, Gotik | Jahrhundert XV, XIX                  |                  | IPAC, PM              |
| BW                     | Can Crous                                   | An der Abzweigung der crtra. Gaserans–Viabrea kurz hinter Can Mateu Karte                                                  | Can Crous, Traditionelle Architektur | Jahrhundert XV, XIX, XX              |                  | IPAC, PM              |
| BW                     | Can Montal                                  | Abzweigung rechts von der urbanització Can Cadell Karte                                                                    | Can Montal, Traditionelle Architektur | Jahrhundert XV                       |                  | IPAC, PM              |
| BW                     | Can Gibernat                                | Ctra. Hostalric–Breda, Abzweig Gaserans und dann Abzweig links Karte                                                       | Can Gibernat, Traditionelle Architektur | Jahrhundert XV, XX                   |                  | IPAC, PM              |
| Sant Gabriel de Grions | Sant Gabriel de Grions                      | Carretera d’Hostalric Karte                                                                                                | Die Kirche Sant Gabriel de Grions ist im Stil des Neoklassizismus erbaut | Jahrhundert XII, XIX                 |                  | IPAC, PM              |
| BW                     | Can Bruguera                                | Ctra. Grions–Hostalric, an einer Abzweigung nach rechts, vorbei an Can Puigmarí Karte                                      | Can Bruguera, Traditionelle Architektur | Jahrhundert XV, XX                   |                  | IPAC, PM              |
| BW                     | Can Boter                                   | Ctra. Hostalric–Grions, auf der rechten Seite Karte                                                                        | Can Boter, Traditionelle Architektur | Jahrhundert XIX                      |                  | IPAC, PM              |
| BW                     | Can Cotarrossa                              | In Grions-Sant Feliu de Buixalleu rechts abbiegen, ganz in der Nähe von Can Cerdanya Karte                                 | Can Cotarrossa, Traditionelle Architektur | Jahrhundert XVIII, XX                |                  | IPAC, PM              |
| BW                     | Can Noalart                                 | Ctra. Grions–Massanes, an einer Abzweigung nach links Karte                                                                | Can Noalart, Traditionelle Architektur | Jahrhundert XVII                     |                  | IPAC, PM              |
|                        | Can Puigmarí                                | Ctra. Grions–Hostalric, an einer Abzweigung nach links                                                                     | Can Puigmarí, Traditionelle Architektur, Gotik | Jahrhundert XVI                      |                  | IPAC, PM              |
| BW                     | Can Domènec                                 | an der linken Seite der ctra. Hostalric–Grions kurz vor Grions Karte                                                       | Can Domènec, Traditionelle Architektur | Jahrhundert XI, XIX                  |                  | IPAC, PM              |
| BW                     | Ca l’Albert                                 | an der linken Seite der ctra. Gaserans–Breda Karte                                                                         | Ca l’Albert, Traditionelle Architektur | Jahrhundert XIV, XX                  |                  | IPAC, PM              |
| BW                     | Can Nan de les Campanes                     | Ctra. Gaserans–Breda, am Ausgang des Ortes Gaserans, auf der rechten Seite Karte                                           | Can Nan de les Campanes, Traditionelle Architektur | Jahrhundert XIX                      |                  | IPAC, PM              |
| BW                     | Ca l’Alomar                                 | Auf der linken Seite der ctra. Gaserans–Viabrea, vorbei an Can Ramió und Can Miquel Karte                                  | Ca l’Alomar, Traditionelle Architektur | Jahrhundert XVII, XX                 |                  | IPAC, PM              |
| BW                     | Can Fora Vila                               | Kurz vor der Einsiedelei Sant Roma Karte                                                                                   | Can Fora Vila, Traditionelle Architektur, Modernisme | Jahrhundert XIX                      |                  | IPAC, PM              |
| BW                     | Can Cerdanya                                | Rechts der Straße Grions–Sant Feliu de Buixalleu in der Nähe von Grions Karte                                              | Can Cerdanya, Traditionelle Architektur | Jahrhundert XIX                      |                  | IPAC, PM              |
| BW                     | Can Pons                                    | Auf der linken Seite der camí Sant Feliu – Sant Segimon Karte                                                              | Can Pons, Traditionelle Architektur | Jahrhundert XVII                     |                  | IPAC, PM              |
| BW                     | Can Pagès                                   | Camí de Sant Feliu in Sant Segimon Karte                                                                                   | Can Pagès, oder Can Payetes, Traditionelle Architektur, Gotik | Jahrhundert XVI                      |                  | IPAC, PM              |
| BW                     | Can Mas                                     | Kurz vor der Einsiedelei Sant Roma Karte                                                                                   | Can Mas, Traditionelle Architektur, Gotik | Jahrhundert XV                       |                  | IPAC, PM              |
| BW                     | Molí de Dalt                                | Rechts an der camí veïnal Hostalric–Gaserans Karte                                                                         | Molí de Dalt, Traditionelle Architektur | Jahrhundert XIX                      |                  | IPAC, PM              |
| BW                     | Farga de Gaserans                           | Rechts an der ctra. Hostalric – St. Celoni, 1 km vor d’Hostalric Karte                                                     | Farga de Gaserans, Traditionelle Architektur | Jahrhundert XIX                      |                  | IPAC, PM              |
| BW                     | Can Mateu                                   | Links an der ctra. Gaserans–Viabrea, vorbei an Can Roca Karte                                                              | Can Mateu, Traditionelle Architektur | Jahrhundert XVII, XX                 |                  | IPAC, PM              |
| weitere Bilder         | Ca l’Iglésies                               | Pl. de Catalunya, neben der Kirche Karte                                                                                   | Ca l’Iglésies ist ein Bauernhaus in traditioneller Architektur | Jahrhundert XVII                     |                  | IPAC, PM              |
| BW                     | Can Molins                                  | Ctra. de Gaserans an der Molí de Dalt Karte                                                                                | Can Molins, Traditionelle Architektur, Gotik | Jahrhundert XVI, XVIII, XXI (Anfang) |                  | IPAC, PM              |
| BW                     | Can Moner                                   | Ctra. Hostalric–Arbúcies, km 3,5 Karte                                                                                     | Can Moner, Traditionelle Architektur | Jahrhundert XIX                      |                  | IPAC, PM              |
| BW                     | Can Pla d’Avall                             | Camí veïnal Hostalric–Gaserans Karte                                                                                       | Can Pla d’Avall, Traditionelle Architektur | Jahrhundert XIX                      |                  | IPAC, PM              |
|                        | Can Roca                                    | Rechts an der ctra. Gaserans–Viabra, vorbei an Ca l’Alomar                                                                 | Can Roca, Traditionelle Architektur | Jahrhundert XVII, XX                 |                  | IPAC, PM              |
| BW                     | Can Ramió                                   | Links an der ctra. Gaserans–Viabrea Karte                                                                                  | Can Ramió, oder Can Raminyo, Traditionelle Architektur | Jahrhundert XVII                     |                  | IPAC, PM              |
| BW                     | Ermita de Sant Romà                         | Rechts an der Landstraße St. Feliu – Sta. Coloma, 1 km vom Stadtkern entfernt Karte                                        | Einsiedelei Sant Romà, Traditionelle Architektur | Jahrhundert XVII, XX                 |                  | IPAC, PM              |
| BW                     | Can Sant Jaume                              | Rechts an der ctra. Viabrea–Breda, in Richtung der urbanització Can Cadell Karte                                           | Can Sant Jaume, Traditionelle Architektur, Gotik tardà | Jahrhundert XVI, XX                  |                  | IPAC, PM              |
| BW                     | Ermita de Santa Bàrbara                     | Rechts auf der Landstraße Sant Feliu – Sant Segimon Karte                                                                  | Einsiedelei Santa Bàrbara, Traditionelle Architektur | Jahrhundert XVI                      |                  | IPAC, PM              |
| BW                     | Cal Ferrer Lluís                            | Kurz vor Gaserans Karte | Cal Ferrer Lluís, Traditionelle Architektur | Jahrhundert XVIII                    |                  | IPAC, PM              |
| weitere Bilder         | Monument a Ramon Berenguer II Cap d’Estopes | Nahe Gorg del Perxistor Karte                                                                                              | Denkmal für Ramon Berenguer | Jahrhundert XX                       |                  | IPAC, PM              |
| BW                     | Forn de Can Molins                          | Neben Can Molins, an der ctra. de Gaserans bei Molí de Dalt Karte                                                          | Forn de Can Molins, Traditionelle Architektur | Jahrhundert XIX                      |                  | IPAC, PM              |
| BW                     | Molí de n’Horta                             | Ctra. Arbúcies–Hostalric Karte                                                                                             | Molí de n’Horta, Traditionelle Architektur | Jahrhundert XIX                      |                  | IPAC, PM              |
| BW                     | Antigues Escoles de Sant Feliu de Buixalleu | Pl. Catalunya, 1, neben der Kirche Karte                                                                                   | Alte Schule von Sant Feliu de Buixalleu, Traditionelle Architektur | Jahrhundert XIX (Ende)               |                  | IPAC, PM              |
| BW                     | Can Pons-Xic                                | Rechts an der ctra. Sant Feliu Richtung Sant Segimon del Bosc Karte                                                        | Can Pons-Xic, Traditionelle Architektur | Jahrhundert XIX, XX                  |                  | IPAC, PM              |
| BW                     | Molí de Baix                                | Rechts an der ctra. Hostalric–St. Celoni, 1 km vor d’Hostalric Karte                                                       | Molí de Baix, Traditionelle Architektur | Jahrhundert XIII, XIX                |                  | IPAC, PM              |
| BW                     | Can Messeguer                               | km 8 auf der carretera de Breda a Arbúcies (GI-552) Richtung Süd-Ost von Sant Feliu de Buixalleu und 5 km von Breda. Karte | Can Messeguer ist ein Bauernhaus in traditioneller Architektur |                                      |                  | IPAC, PM              |

## Ehemalige Kulturdenkmäler
| Bild | Bezeichnung                          | Lage                                     | Beschreibung                                             | Bauzeit             | Eingetragen seit | Denkmal- nummer |
| ---- | ------------------------------------ | ---------------------------------------- | -------------------------------------------------------- | ------------------- | ---------------- | --------------- |
|      | Can Joan (Sant Feliu de Buixalleu)   | Abgerissen                               | Can Joan, Traditionelle Architektur                      | Jahrhundert         |                  | IPAC, PM        |
|      | Can Tusell (Sant Feliu de Buixalleu) | Links am camí de Gaserans nach Can Lladó | Can Tusell, traditionelle Architektur, Gotik, abgerissen | Jahrhundert XV, XIX |                  | IPAC, PM        |